# Jherson Mosquera
Jherson Steven Mosquera Castro (Pereira, Colombia; 18 de septiembre de 1999) es un futbolista colombiano. Juega de lateral derecho y su equipo actual es el Independiente Medellín de la Primera División de Colombia.

## Trayectoria
Promovido al primer equipo del Deportivo Pereira en 2018, Mosquera se afianzó en el equipo titular en la temporada 2021. El 28 de agosto de 2022, Mosquera disputó su encuentro número 100 con el club en el empate 1-1 ante La equidad. Formó parte del plantel que ganó el Clausura 2022.
En enero de 2023, Mosquera fichó en el Newell's Old Boys de la Primera División de Argentina. Anotó su primer gol en Argentina el 19 de febrero en la victoria por 2-0 ante Banfield.

## Estadísticas
Actualizado al último partido disputado el 23 de abril de 2023.
| Club                         | Div.          | Temporada     | Liga  | Liga  | Copas nacionales | Copas nacionales | Copas internacionales | Copas internacionales | Total | Total |
| Club                         | Div.          | Temporada     | Part. | Goles | Part.            | Goles            | Part.                 | Goles                 | Part. | Goles |
| ---------------------------- | ------------- | ------------- | ----- | ----- | ---------------- | ---------------- | --------------------- | --------------------- | ----- | ----- |
| Deportivo Pereira · Colombia | 2.ª           | 2018          | 1     | 0     | 0                | 0                | —                     | —                     | 1     | 0     |
| Deportivo Pereira · Colombia | 2.ª           | 2019          | 6     | 0     | 6                | 0                | —                     | —                     | 12    | 0     |
| Deportivo Pereira · Colombia | 1.ª           | 2020          | 5     | 0     | 3                | 0                | —                     | —                     | 8     | 0     |
| Deportivo Pereira · Colombia | 1.ª           | 2021          | 43    | 0     | 7                | 0                | —                     | —                     | 50    | 0     |
| Deportivo Pereira · Colombia | 1.ª           | 2022          | 44    | 1     | 3                | 0                | —                     | —                     | 47    | 1     |
| Deportivo Pereira · Colombia | Total club    | Total club    | 99    | 1     | 19               | 0                | 0                     | 0                     | 118   | 1     |
| Newell's Old Boys Argentina  | 1.ª           | 2023          | 11    | 1     | 1                | 0                | 1                     | 0                     | 13    | 1     |
| Newell's Old Boys Argentina  | Total club    | Total club    | 11    | 1     | 1                | 0                | 1                     | 0                     | 13    | 1     |
| Total carrera                | Total carrera | Total carrera | 110   | 2     | 20               | 0                | 1                     | 0                     | 131   | 2     |

## Palmarés

### Títulos nacionales
| Título              | Club              | País     | Año           |
| ------------------- | ----------------- | -------- | ------------- |
| Categoría Primera B | Deportivo Pereira | Colombia | 2019          |
| Categoría Primera A | Deportivo Pereira | Colombia | Clausura 2022 |